# Jean-Claude Blanc
Pour les articles homonymes, voir Blanc (homonymie) et Jean-Claude Blanc.
Jean-Claude Blanc, né le 9 avril 1963 à Chambéry, est un homme d'affaires français. Il est CEO depuis février 2023 de INEOS Sport après son dernier role comme directeur exécutif adjoint du Paris Saint-Germain Football Club.

## Biographie
Jean-Claude Blanc est titulaire d'un MBA de la Harvard Business School (Boston / 1994) et est diplômé en marketing et affaires internationales de SKEMA Business School (Nice / 1985).[réf. nécessaire]

### Jeux olympiques d'Albertville
De 1987 à 1992, il est directeur marketing du COJO et également directeur des cérémonies d'ouverture et de clôture pour les Jeux olympiques d'Albertville en 1992.

### Amaury Sport Organisation
Entre 1994 et 2000, il devient directeur général d'Amaury Sport Organisation (ASO), société qui détient la propriété et gère à 100 % une vingtaine d'évènements sportifs tels que le Tour de France, Paris-Roubaix, le Marathon de Paris ou encore le Dakar. Blanc développe ASO à l'international et participe à la création de L'Équipe TV. Il gère également les retombées de l'affaire Festina et la menace terroriste sur le Paris-Dakar.

### Fédération française de tennis
Entre 2001 et 2006, il est directeur général de la Fédération française de tennis, où il est responsable de l'organisation du tournoi du Grand Chelem / Roland-Garros, du Masters de Paris-Bercy et des rencontres de Coupe Davis.

### Juventus (2005-2011)
Dès 2005, il devient également administrateur de la Juventus Football Club à la demande des propriétaires du club de Turin.
À partir de 2006, afin de gérer la plus grave crise de toute l'histoire du club, les propriétaires lui demandent de devenir administrateur délégué et directeur général de la Juventus Football Club après l'affaire « calciopoli », qui entraîna notamment la rétrogradation du club en Serie B (deuxième division italienne).
Jean-Claude Blanc accède, en plus de ses fonctions de patron opérationnel du club, à la présidence du club le 12 octobre 2009, à la suite de sa désignation par John Elkann, héritier de l'empire Fiat à Turin et propriétaire de la Juventus. Il est alors le seul Président/Administrateur Délégué/Directeur Général d'un grand club de football européen de nationalité différente de celle du club.
Jean-Claude Blanc relâche la présidence de la Juventus à un représentant de la famille propriétaire du club le 28 avril 2010, Andrea Agnelli qui souhaite prendre un rôle opérationnel notamment dans la gestion sportive du club. Blanc conservera jusqu'en mai 2011 son rôle d'administrateur délégué et directeur général, rôles qu'il occupe depuis 2006.
Le 11 mai 2011, Jean-Claude Blanc remet ses pouvoirs d'administrateur délégué au conseil d'administration en accord avec les propriétaires du club mais conservera son poste d'administrateur jusqu'en octobre 2012. Le conseil d'administration, à la demande du président Andrea Agnelli, donne à Jean-Claude Blanc ce même jour des pouvoirs spéciaux en tant qu'administrateur pour coordonner les travaux du nouveau stade, organiser l'évènement d'inauguration ainsi que le lancement du stade et ce jusqu'à fin septembre 2011.

### Paris Saint-Germain (2011-2023)
Le 7 octobre 2011, Qatar Sports Investments, propriétaire du PSG, annonce que Jean-Claude Blanc est nommé Directeur général délégué du club.
Considéré comme l'un des cadors du management sportif en France, il a prérogative sur tout ce qui ne concerne pas le terrain : gestion du stade, relations extérieures, sponsoring, produits dérivés, finances. Il a multiplié le budget du club par 5 en 4 ans. Parmi ses réussites, les contrats avec de nouveaux sponsors et la création de 4500 sièges « affaires » au Parc des Princes. Il occuperait même une fonction de Président bis, initiant l'ensemble des grands projets, comme la rénovation du Parc des Princes et la construction du nouveau centre d'entraînement.
Le 26 décembre 2022, le Paris Saint-Germain annonce dans un communiqué que Jean-Claude Blanc s'apprête à quitter son poste au sein du club.
Le 27 décembre 2022, Blanc est annoncé comme PDG d'INEOS Sport, chargé de superviser l'ensemble du portefeuille sportif d'INEOS, comprenant le football, la Formule 1, le cyclisme, la voile, le rugby et la course à pied. Peu après sa nomination, INEOS annonce publiquement son entrée dans le processus formel d'achat de parts de Manchester United, club que le propriétaire d'INEOS, Jim Ratcliffe, supporte depuis l'enfance.
Le 24 décembre 2023, Manchester United annonce qu'INEOS Sport a acquis un quart des parts du club, afin d'obtenir le contrôle des opérations sportives. Jean-Claude Blanc est alors nommé directeur intérim de Manchester United,. Il conserve par la suite un rôle stratégique auprès du club anglais, en tant que chef des relations internationales du football et conseiller spécial du conseil d’administration.